# Русский (остров, Приморский край)
Ру́сский (ранее также остров Казакевича) — крупнейший остров в заливе Петра Великого Японского моря, расположен в километре от города Владивостока и является частью муниципального образования Владивостокский городской округ. Входит в архипелаг Императрицы Евгении. Территорию острова занимает посёлок Русский, состоящий из разрозненной застройки микрорайонов (посёлков), разбросанных по разным частям острова.

## География

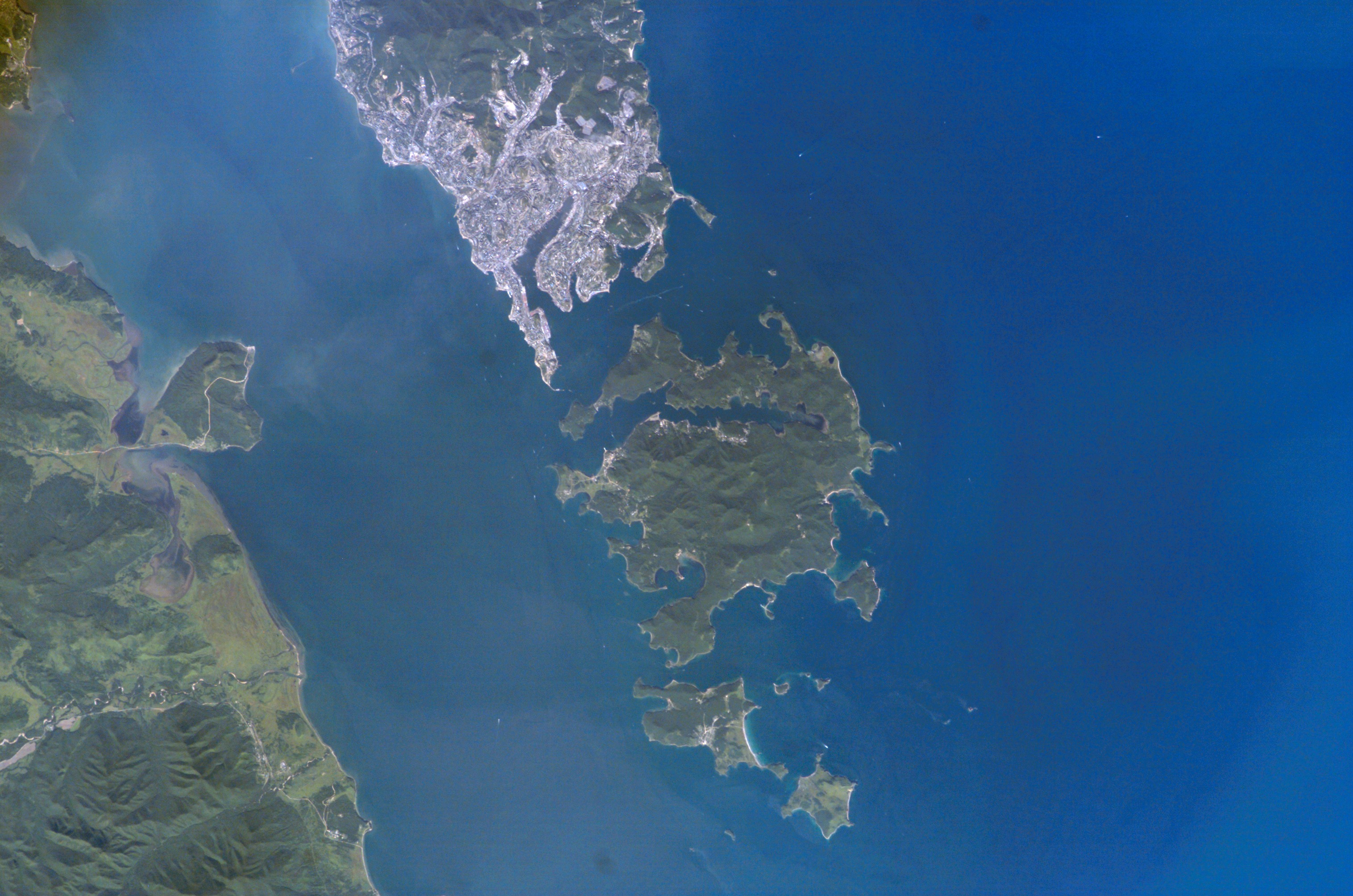
Вид из космоса

Карта острова

Остров Русский расположен в заливе Петра Великого в Японском море, южнее Владивостока (наименьшее расстояние между континентальной частью города и островом равно 800 метрам). От полуострова Муравьёва-Амурского, где расположена основная часть Владивостока, Русский отделён проливом Босфор Восточный. С запада остров омывается водами Амурского залива, а с юга и востока — Уссурийского. На юго-западе проливом Старка отделён от следующего острова архипелага — острова Попова.
Территория острова — 97,6 км², длина — около 18 км, ширина — до 13 км.
В остров вдаются несколько бухт, крупнейшая из которых — Новик. Вытянувшись длинным узким рукавом с северо-запада на юго-восток более чем на 12 км, она делит остров на две неравные части:
- юго-западную (более крупную)
- северо-восточную (более узкую), носящую название полуостров Сапёрный.

### Рельеф
Рельеф у острова гористый, характерный для юга Приморья. На острове находится 47 вершин различной высоты, называемых сопками. Наиболее высокие из них расположены в центральной части острова: Русская (291,2 м), Главная (279,8 м) и Центральная (254,9 м).
Протяжённость сильно изрезанной береговой линии острова составляет 123 км. Далеко в глубь острова вдаются бухты Новик, Воевода и Рында. Все они расположены на западном побережье острова и относятся к акватории Амурского залива. На северном и южном побережье также имеются бухты, но они более открыты. Восточное побережье обращено в сторону открытого моря и наименее изрезано. На острове широко распространены скалистые и обрывистые берега. Повсеместно встречаются крутые береговые склоны с узкими пляжами вдоль них, даже в глубоко вдающихся в сушу заливах. Низменные отлогие берега можно встретить лишь в вершинах бухт и заливов. Вблизи побережья находится ряд небольших необитаемых островов и островков. К некоторым из них отсыпаны дамбы, а остров Елены, наоборот, был отделён от Русского каналом.

### Гидрография
На острове насчитывается 17 ручьёв протяжённостью более 1 км, 7 ручьёв более 2 км и одна речка — Русская (Воеводиха) — протяжённостью более 5 км. Также имеются озёра пресной воды, часть из которых являются результатом хозяйственной деятельности человека: техническое озеро Ворошиловской батареи, небольшие водоёмы в бухте Труда и на Подножье, бывшие карьеры кирпичного завода на полуострове Бабкина и выработки песка у бухты Островной. К наиболее крупным водоёмам природного происхождения относятся озёра Глуздовского (Ахлёстышева) площадью 5 га и Известковое (в народе — «Парисовское», по названию близлежащей бухты). Заболоченные участки встречаются в нижнем течении реки Русской, а также в приустьевых частях некоторых ручьёв.

### Климат
Микроклимат северо-западной стороны отличается от юго-восточной, обращённой к открытому морю. В период действия летнего муссона юго-восточная, наветренная сторона острова чаще закрыта туманом, здесь гуще идёт морось и несколько холоднее, чем на северо-западной стороне. Вода в бухтах Новик, Рында и Воевода прогревается быстрей, чем в открытой части Уссурийского залива, который омывает восток острова. В зимнее время первый лёд раньше всего появляется в вершине бухты Новик (начало декабря), затем в Воеводе и Рынде. Ветры азиатского антициклона сгоняют льды к северо-западному побережью полуострова Муравьёва-Амурского и архипелага Императрицы Евгении, вдоль которых образуется припай. В период его наибольшего распространения вдоль берега Русского острова он протягивается от населённого пункта Поспелово до пролива Старка. Кроме того, тонкий лёд образуется к северу от островов Энгельма и Лаврова и в бухте Новый Джигит. Берега острова полностью освобождаются ото льда к концу марта — середине апреля.

### Растительность

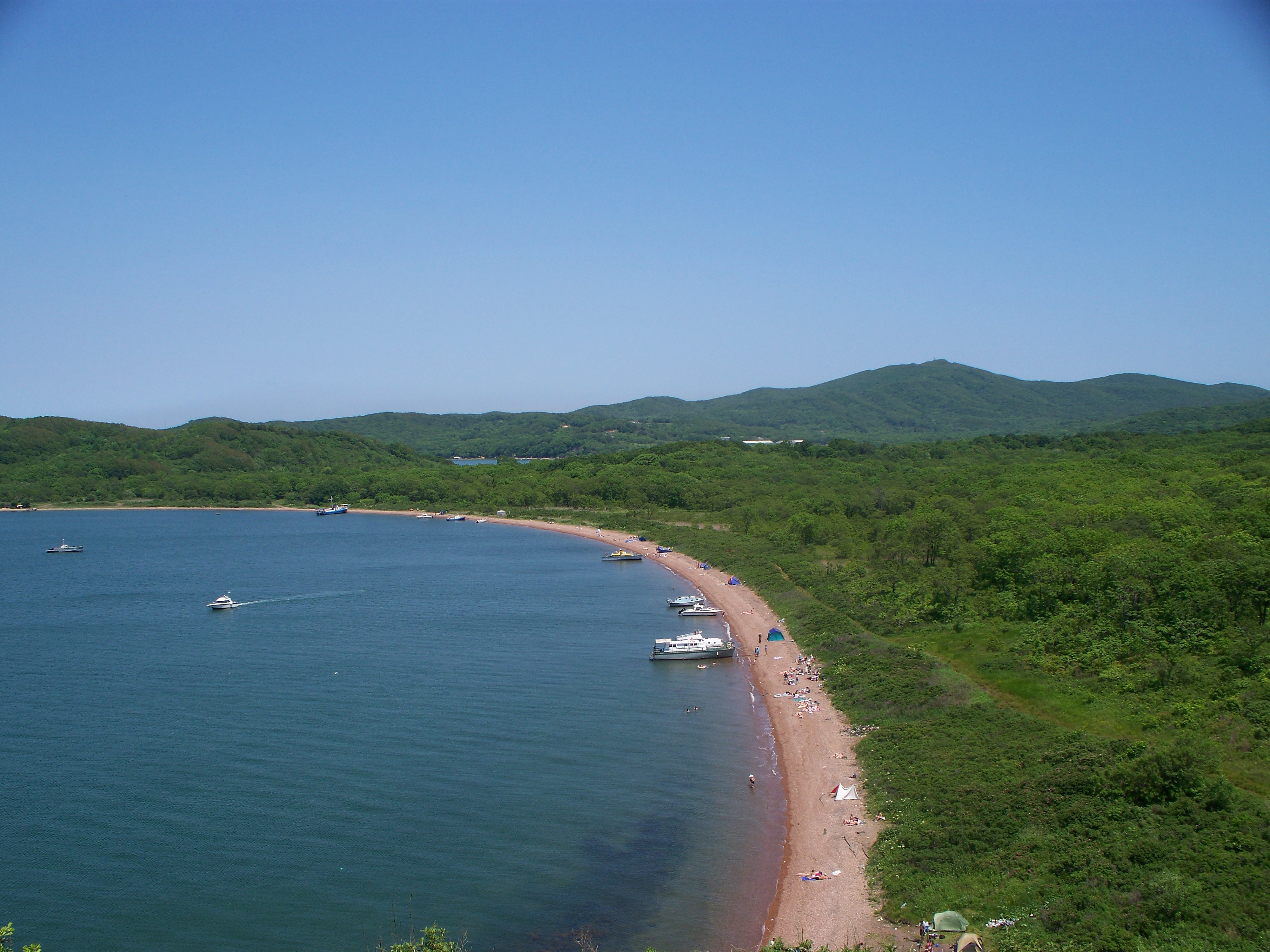
Широколиственный лес в бухте Филипповского

На острове преобладают леса, большие площади которых являются дериватами чернопихтово-широколиственных лесов. В настоящее время пихта чёрная и корейский кедр встречаются лишь в культуре, тогда как бо́льшая часть территории острова покрыта густым широколиственным лесом. В составе древостоя преобладает дуб, но широко распространены и другие породы: липа (3 вида), клён (6 видов), ясень (3 вида), вишни сахалинская (Саржента) и Максимовича, граб сердцелистный. Часто встречаются представители южной флоры: бархат амурский, орех маньчжурский, калопанакс семилопастный, ольха японская и др. В подлеске растут: чубушник тонколистный, вейгела ранняя, рододендрон, абелия корейская, жимолости, лещины, бересклеты, шиповники, боярышники и т. д. Обнаружено множество лиан. В их числе: актинидия трёх видов, виноград, лимонник, древогубцы плетеобразный и круглолистный, диоскорея ниппонская.

### Фауна
В 2008 году энтомолог Алексей Полилов описал открытый на острове вид жуков рода Nanosella из семейства перокрылки (Ptiliidae), названный в честь острова Nanosella russica (лат.). Это один из мельчайших представителей отряда жесткокрылые в фауне России.

## Население

Посёлок Подножье на берегу бухты Новик

Единственным населённым пунктом острова является посёлок Русский, который в свою очередь состоит из разбросанных по острову разрозненных микрорайонов (посёлков).
Население — 10 424 жителя (2021). После постройки кампуса ДВФУ население острова значительно увеличилось — в кампусе постоянно проживают 10,5 тыс. человек.
- 1860-е — ▲235 жителей.
- 1895 — ▲3000 жителей.
- 1908 — ▲25 000 жителей.
- 1926 — ▼ 1802 жителя.
- 1959 — ▲6093 жителя.
- 1970 — ▼5449 жителей.
- 1979 — ▲5775 жителей.
- 1989 — ▲6020 жителей.
- 1994 — ▼5600 жителей.
- 2002 — ▼5204 жителя.
- 2010 — ▼4703 жителя.
- 2016 — ▲5000 жителей.
- 2021 — ▲10 424 жителя.

## История
Несмотря на то, что залив Петра Великого обследовался европейцами с 1852 года, остров несколько лет оставался без европейского названия. Название ему дал генерал-губернатор Восточной Сибири граф Н. Н. Муравьёв-Амурский в 1859 году. По одной версии, остров был назван Русским в честь России. По другой, название острова возникло позднее и просто дублирует название горы Русской (бывшей Русских), названной в честь одного из членов экипажей судов первых русских исследователей острова.
В 1859 году в России была издана первая карта, на которой впервые был показан Русский. Правда, не весь, а только его западный и северный берега.
Полная съёмка острова была произведена экспедицией подполковника корпуса флотских штурманов В. М. Бабкина в 1862 году во время описи залива Петра Великого, после чего в 1865 году была издана карта, на которой остров обозначен полностью и назван островом Казакевича в честь первого военного губернатора Приморской области контр-адмирала П. В. Казакевича. Использовались оба названия, но после Великой Отечественной войны за островом было закреплено только одно — Русский.
В 1860-х годах при нарезке земель для создания удельного ведомства управляющий его сибирским отделением Г. В. Фуругельм признал Русский остров наряду с другими районами наиболее подходящим для организации земледелия. Несмотря на это, в число земель удельного ведомства в 1867 году Русский не вошёл.
Развитие береговой обороны острова и размещение здесь войск привело к тому, что на нём стало увеличиваться и число гражданских жителей. Одни из них занялись огородничеством, обеспечивая овощами не только остров, но и Владивосток. Другие включились в обслуживание нужд военных. В это время число гражданского люда на острове достигло 236 человек, а к 1895 году возросло до 3 тысяч. Дополнительным промыслом местных жителей стало обеспечение владивостокцев дровами, а предприниматель и первый городской голова Владивостока Михаил Кузьмич Фёдоров арендовал винтовой катер «Дружок» и организовал регулярные рейсы в город.
В 1890 году под руководством инженера-подполковника К. С. Чернокнижникова был разработан проект строительства Владивостокской крепости, в котором впервые обращается внимание на географические преимущества Русского острова для обороны Владивостока. В частности, согласно плану, следовало построить форт на горе Русской и прорыть канал через перешеек на севере острова.

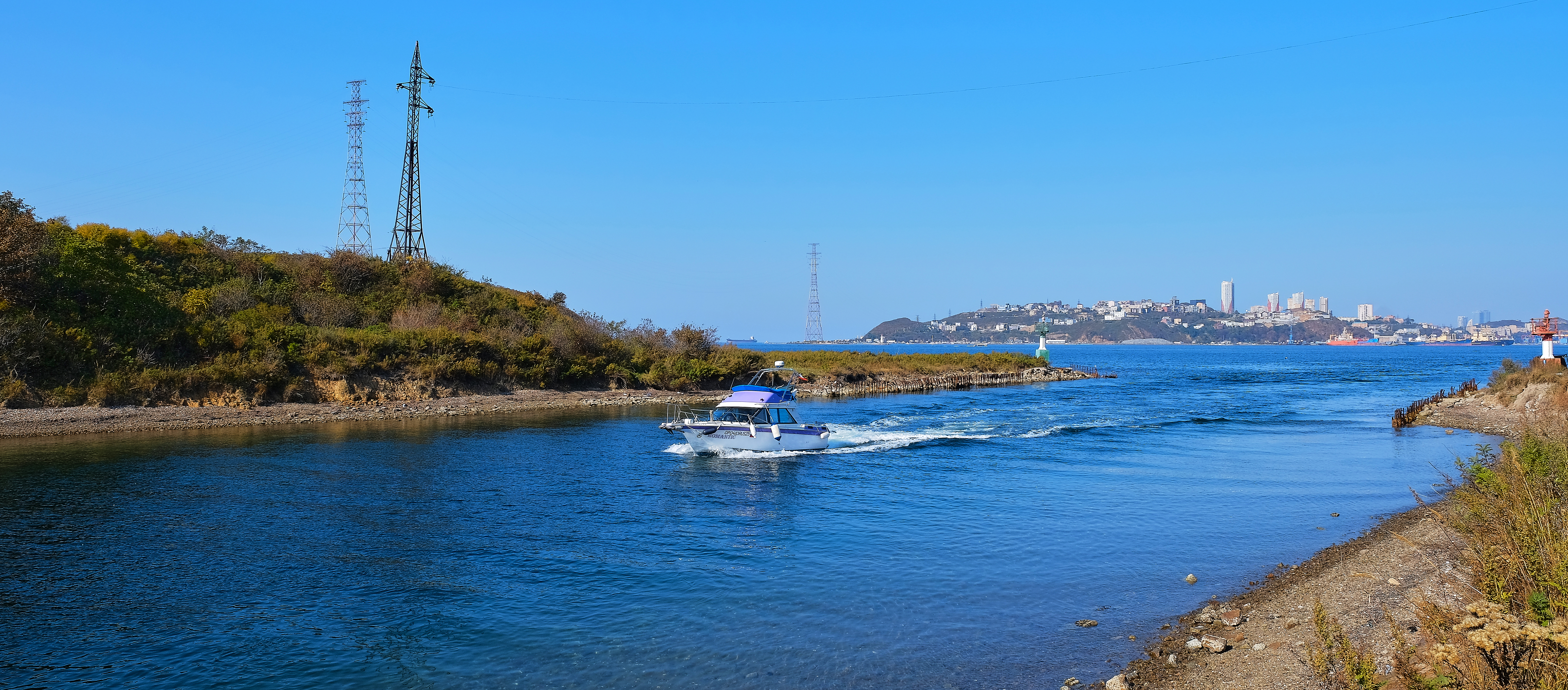
Канал, разделивший Русский остров и остров Елены

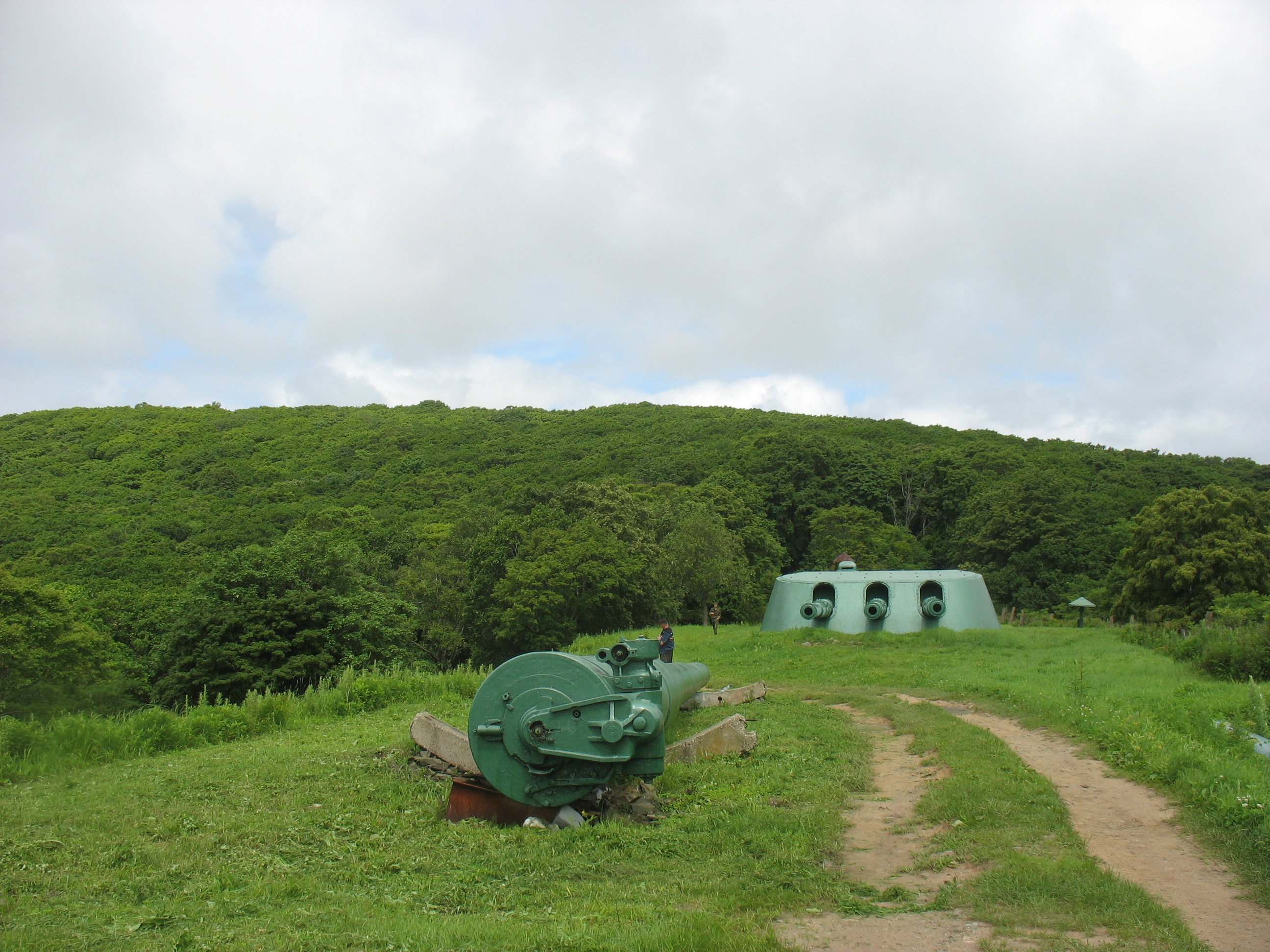
Ворошиловская батарея

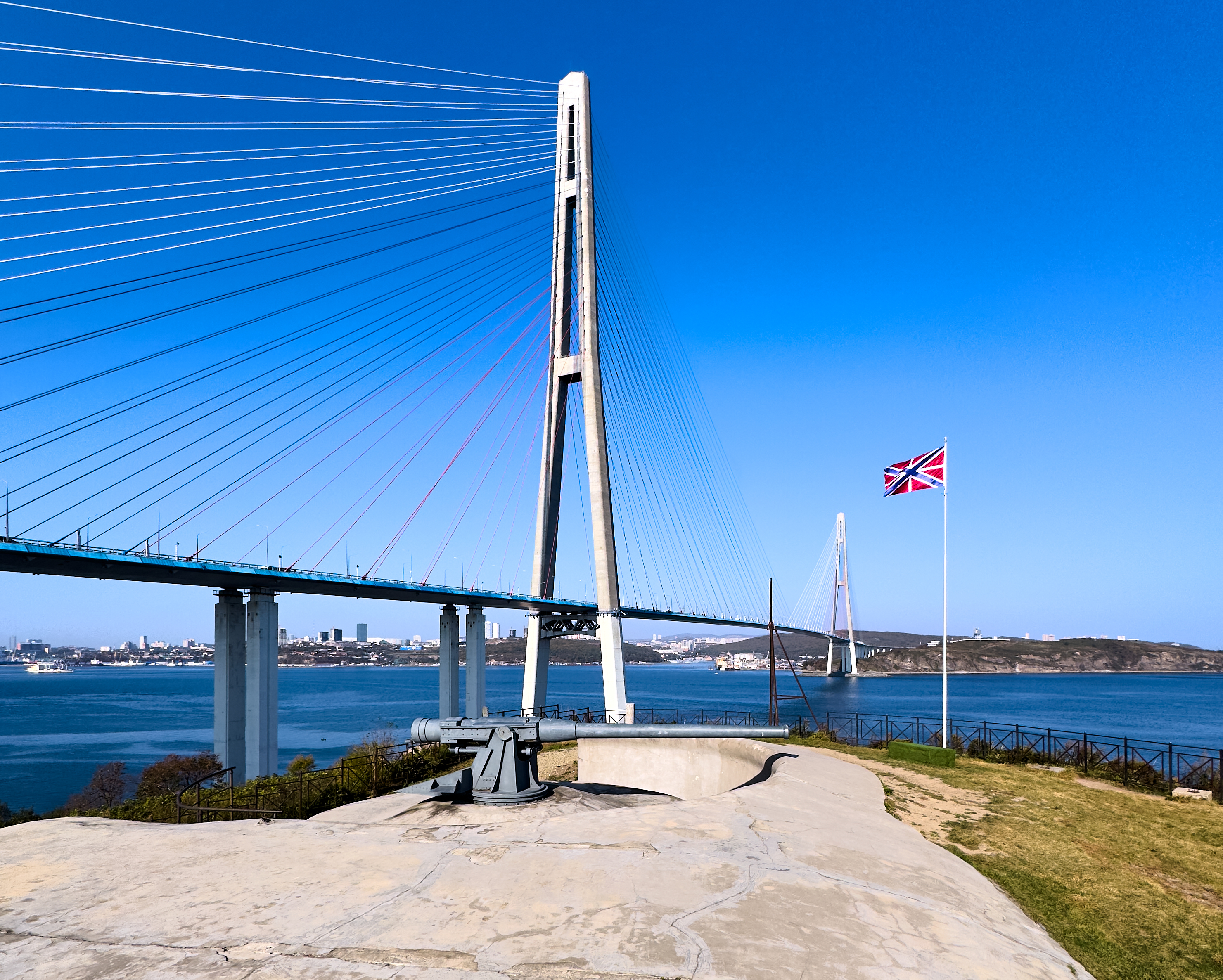
Батарея Новосильцевская и Русский мост

Строительство в 1898 году канала, соединившего пролив Босфор Восточный с бухтой Новик, где в русско-японскую войну базировались подводные лодки, имело особое значение для развития Русского острова. Искусственно возникший при этом остров назвали именем Елены.
В 1895—1896 годах, когда началось усиленное строительство на острове, в связи с чем обозначился новый прирост населения, было решено возвести храм Владивостокского крепостного пехотного полка. Строительство церкви осуществлялось за счёт пожертвований населения, но основной вклад средств сделал подрядчик военного ведомства и купец первой гильдии М. Суворов. Церковь на 400 верующих возводилась из дерева и была завершена в 1897 году, а также освящена в присутствии губернатора Приморской области. В 1909 году было открыто кладбище, в 1916 — почтовое отделение.
После русско-японской войны 1904—1905 годов на острове появились первые домовые церкви, а затем и каменные храмы Сибирских стрелковых полков. Ныне сохранилось только одно здание полкового храма в посёлке Подножье.
С 1899 по 1914 год, в период обострения отношений с Японией, на острове развернулось активное строительство Владивостокской крепости. В связи с этим на Русском даже появилась канатная дорога, которая обеспечивала доставку грузов к местам строительства. Этот период оставил особый след на карте острова. Масштабы строительства были просто невиданными. К 1915 году на Русском были возведены 6 фортов и 27 береговых батарей, пороховые погреба и патронные склады, пристань для кораблей, минно-пристрелочная (торпедная) станция, 4 телефонные станции, капониры и полукапониры, артиллерийские мастерские, военные городки, пирсы, кирпичный завод, мощные радиостанции, проложены десятки километров кабелей и линий связи, обустроены пороховые и тоннельные погреба. Из 16 фортов крепости на острове располагалось 6, из 50 береговых батарей — 27.
Население острова к 1908 году достигло 25 тысяч человек. Строительство крепости окончательно завершилось к 1922 году, когда японские войска по договору с советским правительством согласились покинуть Приморье при условии, что крепость закроют.
В 1908 году на острове была построена первая в России станция обсервации, надёжно защищавшая Владивосток от чумы, холеры и других заболеваний.
В том же году пребывавший на Русском великий князь Сергей Михайлович назвал Владивостокскую крепость самой подготовленной, и одна из батарей была названа Великокняжеской. В 1913—1914 годах на Русском острове проходил службу герой японской войны генерал Корнилов, пребывая в «ссылке». Здесь же располагался знаменитый[чем?] на всю страну дисциплинарный батальон.
В 1913—1914 годах на острове проходил службу будущий пилот и советский авиаконструктор Константин Калинин.
3 марта 1919 года в американском госпитале Красного креста на Русском скончался от испанского гриппа норвежский естествоиспытатель Юхан Корен.

### Оккупация российского Дальнего Востока войсками Британии, США и Японии
На Русском острове располагались концентрационный лагерь и база оккупационных войск Британии и США. Военная база обслуживалась силами китайских и корейских рабочих, завезённых британцами в качестве дешёвой рабочей силы. База просуществовала на Русском острове до октября 1922 года.
30 мая 1919 года на острове Русском была введена в эксплуатацию радиостанция ВМС США, обслуживание и охрану осуществлял отряд морских пехотинцев. По официальной версии радиостанция служила для осуществления связи Американский экспедиционных сил, консульства и коммерческих представительств. По другой версии вела радиоразведку против Японии. Радиостанция была эвакуирована в ноябре 1922 года.
В 1920 году на Русском располагалась колония 900 петербургских детей, которые в 1918—1920 годах по воле обстоятельств совершили полное кругосветное путешествие, практически неизвестное широкой общественности вплоть до 2005 года.

### Советское время
Долгое время остров имел статус закрытой территории, здесь располагались укрепления Владивостокской крепости и множество воинских частей, которые сегодня практически все разрушены. На острове в советские времена располагалось несколько военных городков.
Остров являлся крупной учебной базой всего военно-морского флота СССР, здесь располагался ряд учебных частей: радиотехническая школа (РТШ) (в/ч 70024), школа механиков, школа оружия (в/ч 36067), школа связи (в/ч 69268), школа мичманов (в/ч 95125).
На берегу бухты Островной (Холуай) находится разведывательно-диверсионное подразделение Тихоокеанского флота ВМФ — 42-й отдельный морской разведывательный пункт специального назначения (в/ч 59190), также известный как «Холуай» по китайскому наименованию бухты.
С конца 1930 по конец 1990 года Ворошиловская батарея (№ 981) на острове Русском имела на вооружении орудия калибра 305 мм.
Две средние трёхорудийные башни были сняты с линкора «Михаил Фрунзе», построенного после Русско-японской войны 1904—1905 годов, и установлены на острове Русском, а ещё две — в Севастополе (батарея № 30).
В годы Великой Отечественной войны тысячи матросов и офицеров, проходивших службу на острове, участвовали в боях с немецко-фашистскими захватчиками и японскими милитаристами. Звания Героя Советского Союза удостоены Ф. И. Вяльцев и М. П. Панарин (школа связи); В. Г. Зайцев (зенитный дивизион); М. П. Крыгин (особый отдел) и другие.
В советский период на острове в разное время служили известные на флоте и в стране люди: капитан В. И. Куроедов (с 1997 по 2005 год — главнокомандующий Военно-морским флотом РФ), начальник штаба бригады ОВРа, контр-адмирал, Почётный гражданин города Владивостока Ю. Н. Гераськин, капитан 2 ранга В. Д. Фёдоров (с 2001 по 2007 год — командующий ТОФ), драматург и писатель Е. В. Гришковец.

### Постсоветское время

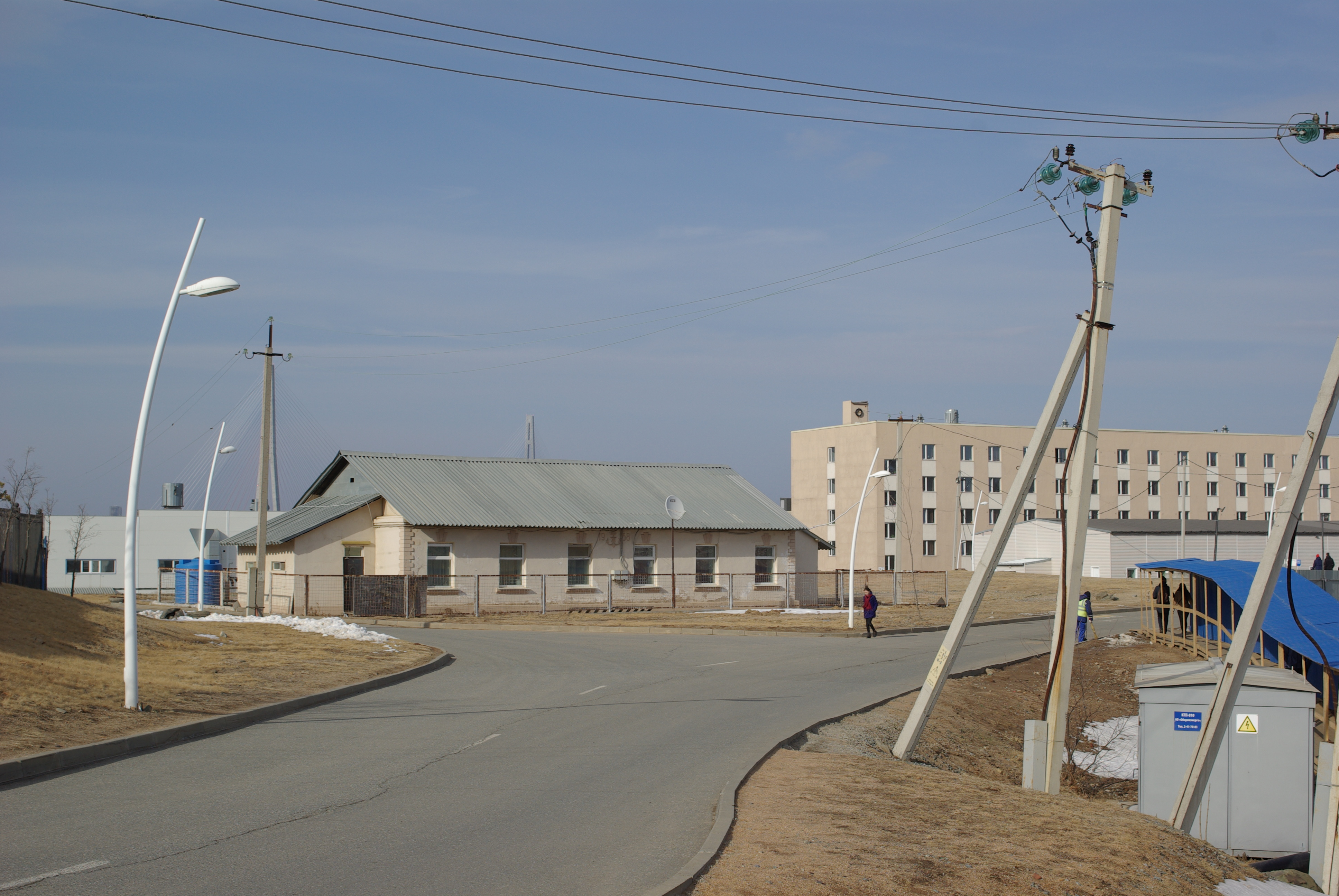
Здание в углу территории кампуса ДВФУ, оставшееся от воинской части (2019)

После распада СССР на острове, на территории бывшей дисциплинарной роты ТОФ, позже разросшейся до дисциплинарного батальона (в/ч 81233), располагавшейся на берегу бухты Воевода, был создан оздоровительный комплекс «Белый лебедь».
В 2002 году на острове был основан Свято-Серафимовский мужской монастырь.
Летом 2012 года был построен Русский мост, который соединил остров с материковой частью Владивостока. Также на острове расположен Дальневосточный федеральный университет, построенный на территории бывшей в/ч 95125 (105 школа мичманов и прапорщиков ТОФ). В 2016 году на Русском острове был открыт Приморский океанариум. В ноябре 2018 году началось строительство музейно-театрального комплекса, который включит в себя филиал Центральной музыкальной школы при Московской государственной консерватории им. Чайковского, филиал Академии балета им. Вагановой, среднюю общеобразовательную школу и интернат для детей, которые будут обучаться музыке и балету, а также жилые корпуса для работников этих учреждений.
В ноябре 2020 года после ледяного дождя движение по Русскому мосту было на несколько дней закрыто из-за обледеневших вантов, и впервые с 2012 года во Владивостоке были возобновлены рейсы парома на остров от причала № 30.

## Топонимика
Топонимия острова складывалась более семи десятилетий и уже сама стала его историей. В ней нашёл отражение период открытия и исследования этих земель, когда на карту были нанесены имена офицеров российского флота: В. М. Бабкина, М. А. Ахлёстышева, А. П. Новосильского, Н. С. Васильева, Г. Г. Тобизина, А. А. Рогозина и других, названия кораблей: Новик, Рында, Воевода, Боярин, Джигит.
Позже на карте появились имена учёных: А. И. Черского, К. И. Богдановича, Ф. Н. Чернышёва, П. А. Кошелева; моряков-гидрографов: А. П. Вятлина, В. Р. Гацкевича, Л. П. Елагина, М. Е. Жданко, В. И. Филиповского, Н. П. Дарагана; топографов К. С. Старицкого, Н. А. Иванцова, Н. С. Васильева, В. Половцева; известных людей, чья жизнь была тесно связана с городом, портом и крепостью: городского головы Владивостока В. П. Маргаритова, гласного Владивостокской городской думы В. Ф. Михайловского, главного командира порта Ф. П. Энгельма, главного контролёра по постройке крепостных сооружений Н. М. Соловьёва, начальника инженеров Владивостокской крепости А. П. Шошина, начальника Тихоокеанской эскадры В. П. Шмидта, главного доктора Владивостокского морского госпиталя А. Д. Рончевского, начальника обороны крепости Порт-Артур Р. И. Кондратенко, участника обороны Порт-Артура И. И. Ислямова; а также поэтов Я. П. Полонского и А. А. Фета.
В 1912 году впервые почти все географические названия острова, существовавшие на тот момент, были нанесены на карту П. В. Виттенбургом. В 1996 году военный гидрограф профессор А. И. Груздев уточнил и систематизировал происхождение и время появления топонимов, подготовил богатый биографический материал.

## Наука и образование

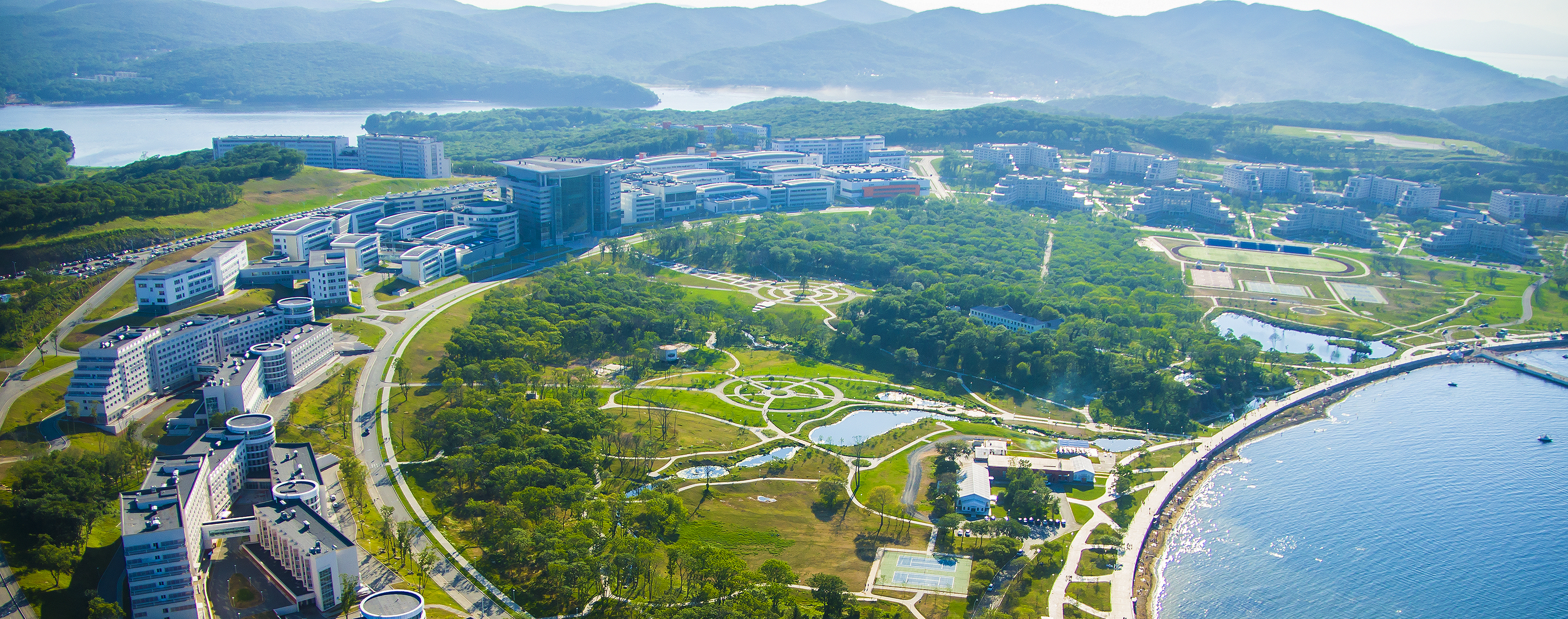
Кампус ДВФУ

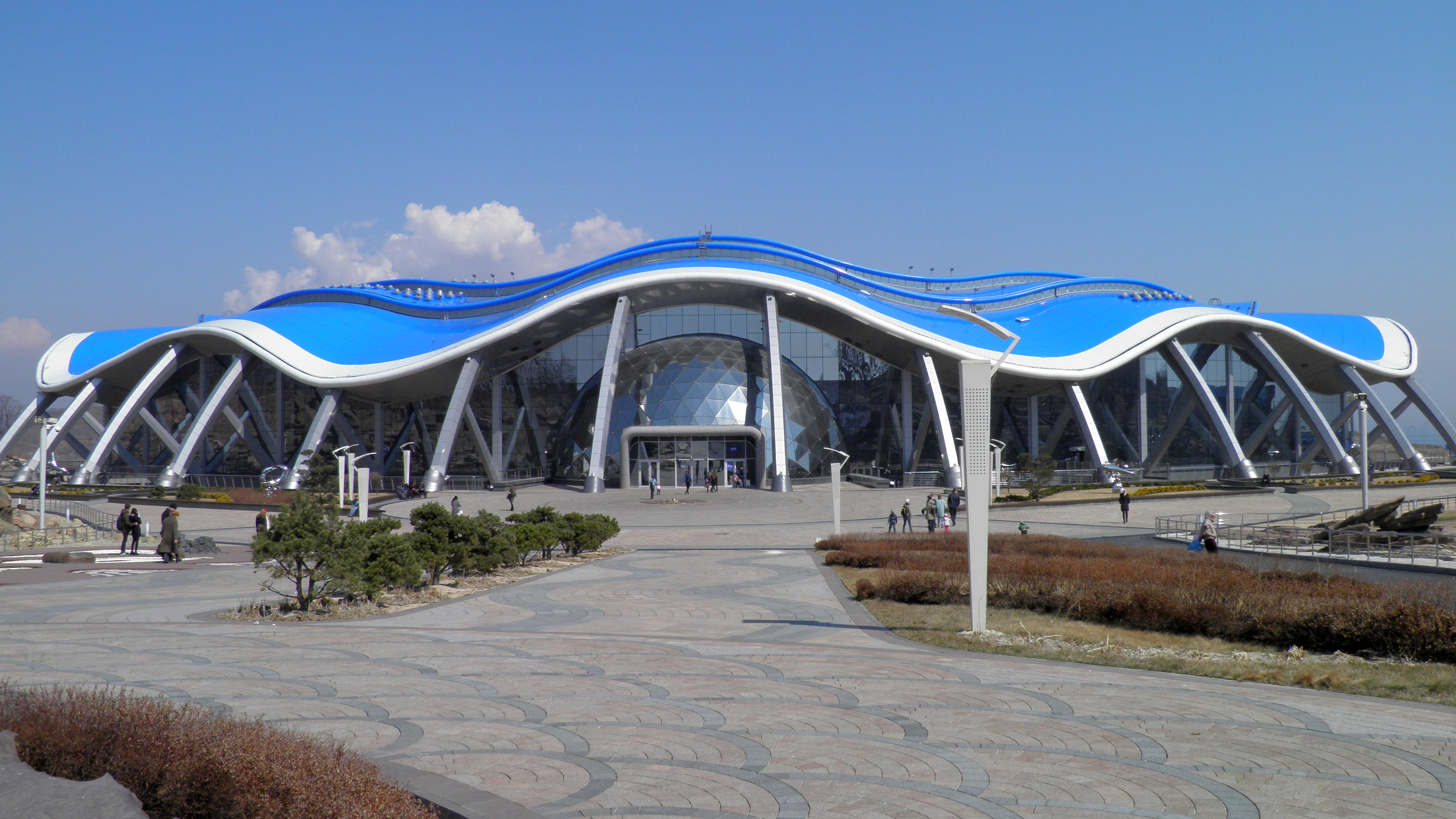
Приморский океанариум

К саммиту АТЭС 2012 года в бухте Аякс на Русском острове был построен кампус Дальневосточного федерального университета. Учебный процесс в нём начался 1 сентября 2013 года. Общая площадь кампуса — 800 тыс. м², общая площадь застройки — 650 тыс. м². На территории кампуса оборудовано 5503 комнаты для проживания студентов. В состав кампуса входят гостиничные комплексы, общежития для студентов, студенческий центр площадью 40 тыс. м², спортивный стадион и фитнес-центр, учебные центры, объекты социально-бытовой инфраструктуры.
На базе университета запущен технопарк «Русский».
6 сентября 2016 года на Русском острове, на полуострове Житкова, открыт Приморский океанариум (научно-образовательный комплекс ДВО РАН).

## Транспортное сообщение
До 2012 года между городом и островом существовала регулярная паромная переправа (зимой возникали проблемы). Проект моста на остров был утверждён в 2007 году. Строительство началось в сентябре 2008 года, и в апреле 2012 года был завершён подъём последней, замковой панели. Мост был сдан в эксплуатацию 2 июля 2012 года. Он возглавил список самых длинных вантовых мостов в мире. Его открытие позволило сократить время в пути для автовладельцев из центра Владивостока до острова Русского с трёх часов до 20 минут, а автобусы из центра Владивостока до ДВФУ по расписанию едут 50 минут. Впоследствии из-за открытия моста паромная переправа между островом и материком была закрыта, но в 2017 году её возобновили по просьбе жителей отдалённых посёлков острова, в частности, посёлка Подножье, который отделяет от моста 50 км.

## Экономика
В 2005 году администрация Приморского края разработала инвестиционный проект «Развитие острова Русский». По проекту на острове планировалось разместить комплекс производств в сфере био- и информационных технологий, университетский комплекс мирового уровня, межрегиональный медицинский центр.
Правительство РФ в 2006 году одобрило строительство моста от Владивостока до Русского. Кроме того, программой было предусмотрено строительство спортивно-рекреационных, музейных и гостиничных комплексов, жилого фонда. Как отмечало агентство ИТАР-ТАСС, в перспективе именно Русский остров станет точкой роста для всего Дальневосточного региона, крупным центром международного сотрудничества со странами Азиатско-Тихоокеанского региона.
2 сентября 2012 года на Русском открылся саммит организации Азиатско-Тихоокеанского экономического сотрудничества (АТЭС). В связи с этим на острове было развёрнуто крупное строительство. Для проведения саммита на Сапёрном полуострове был выстроен крупный международный деловой центр (часть кампуса ДВФУ).
Постановлением правительства РФ с 31 марта 2010 на территории Русского острова создана туристско-рекреационная особая экономическая зона. В 2016 году ОЭЗ прекратила своё существование.
В июне 2017 года премьер-министр России Дмитрий Медведев утвердил концепцию развития острова Русского, который, по планам, должен был стать площадкой для интеграции РФ в Азиатско-Тихоокеанский регион.
27 июля 2018 года Совет Федерации одобрил законы о создании специальных административных районов (САР) на Октябрьском острове в Калининграде и на Русском острове в Приморье, которые станут офшорными территориями с особыми финансовыми условиями.
Запланировано строительство Военно-патриотического парка культуры и отдыха Восточного военного округа «Патриот».
По информации президента России Владимира Путина, к 2024 году САР острова Русский обеспечил репатриацию капитала из иностранных юрисдикций и офшоров на общую сумму более 5,5 трлн рублей.

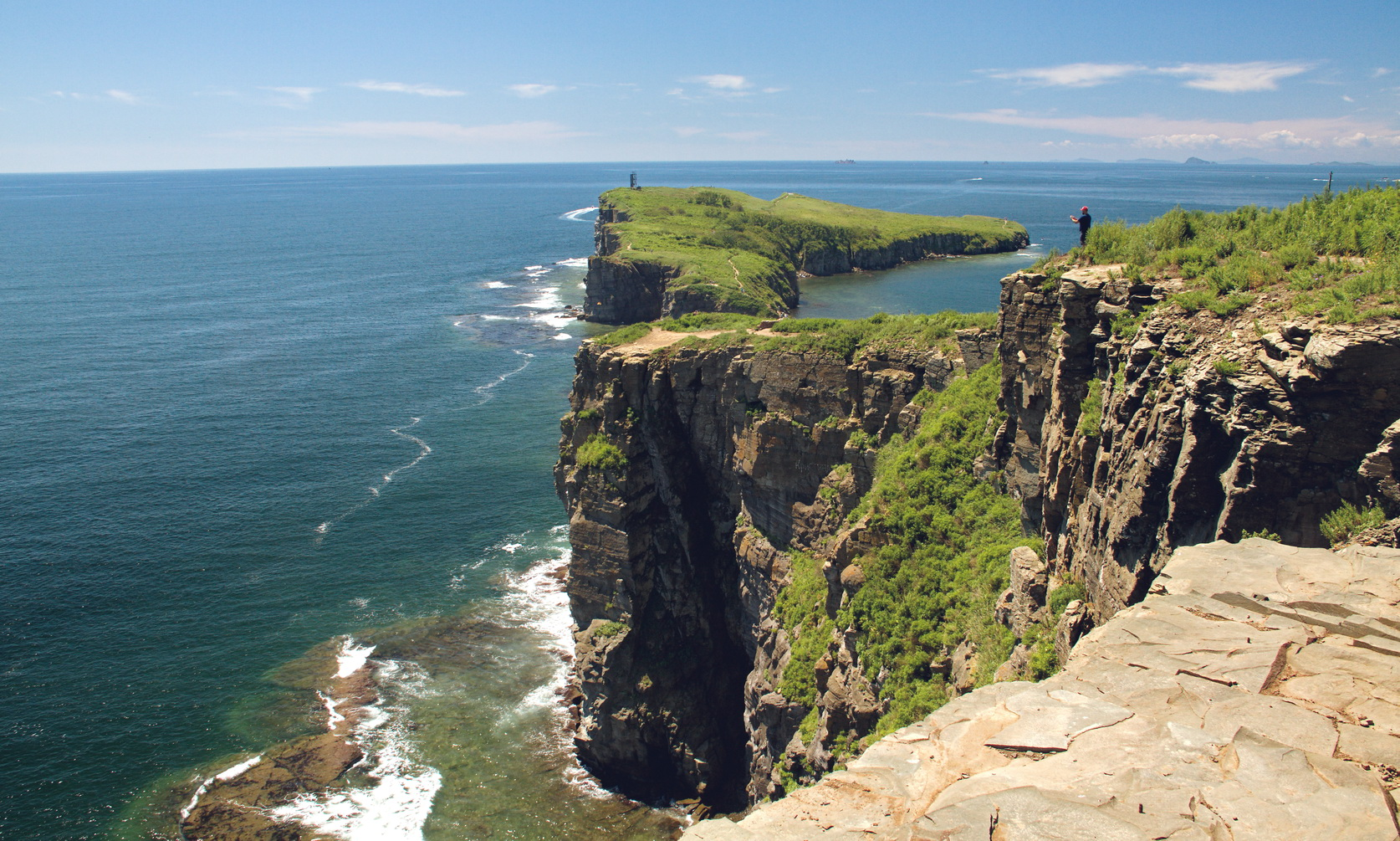
Мыс Тобизина
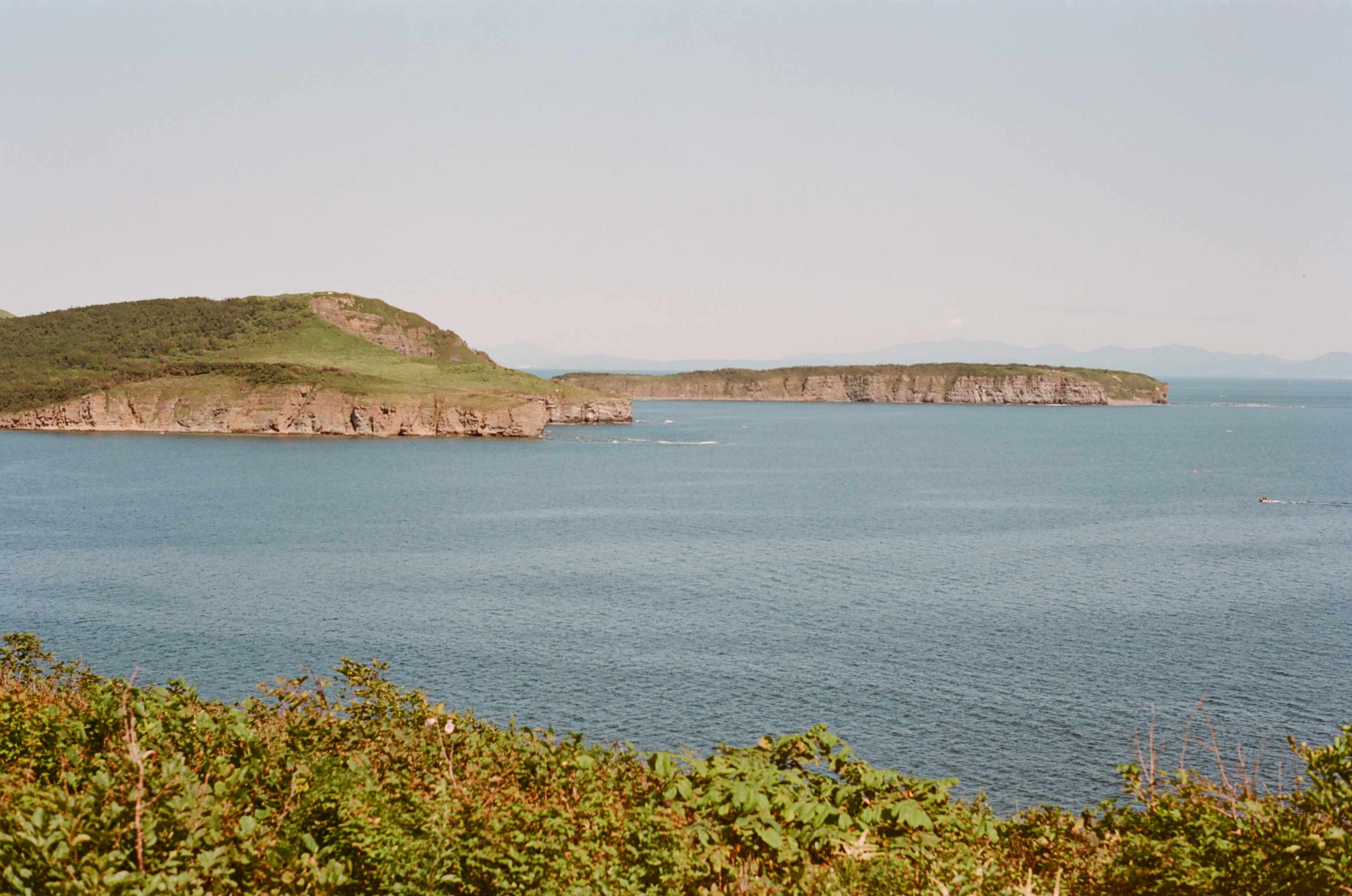
Мыс Вятлина
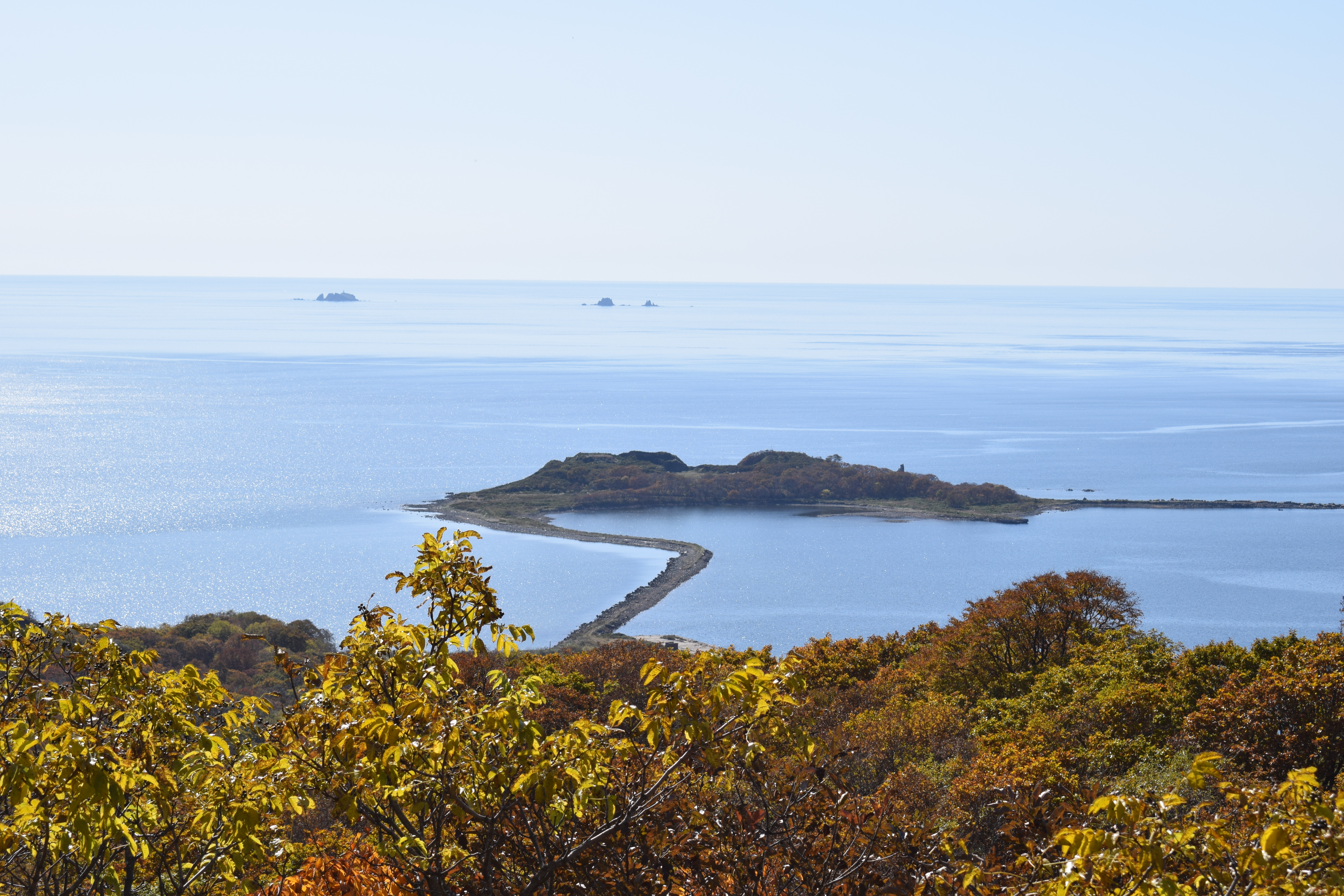
Остров Энгельма
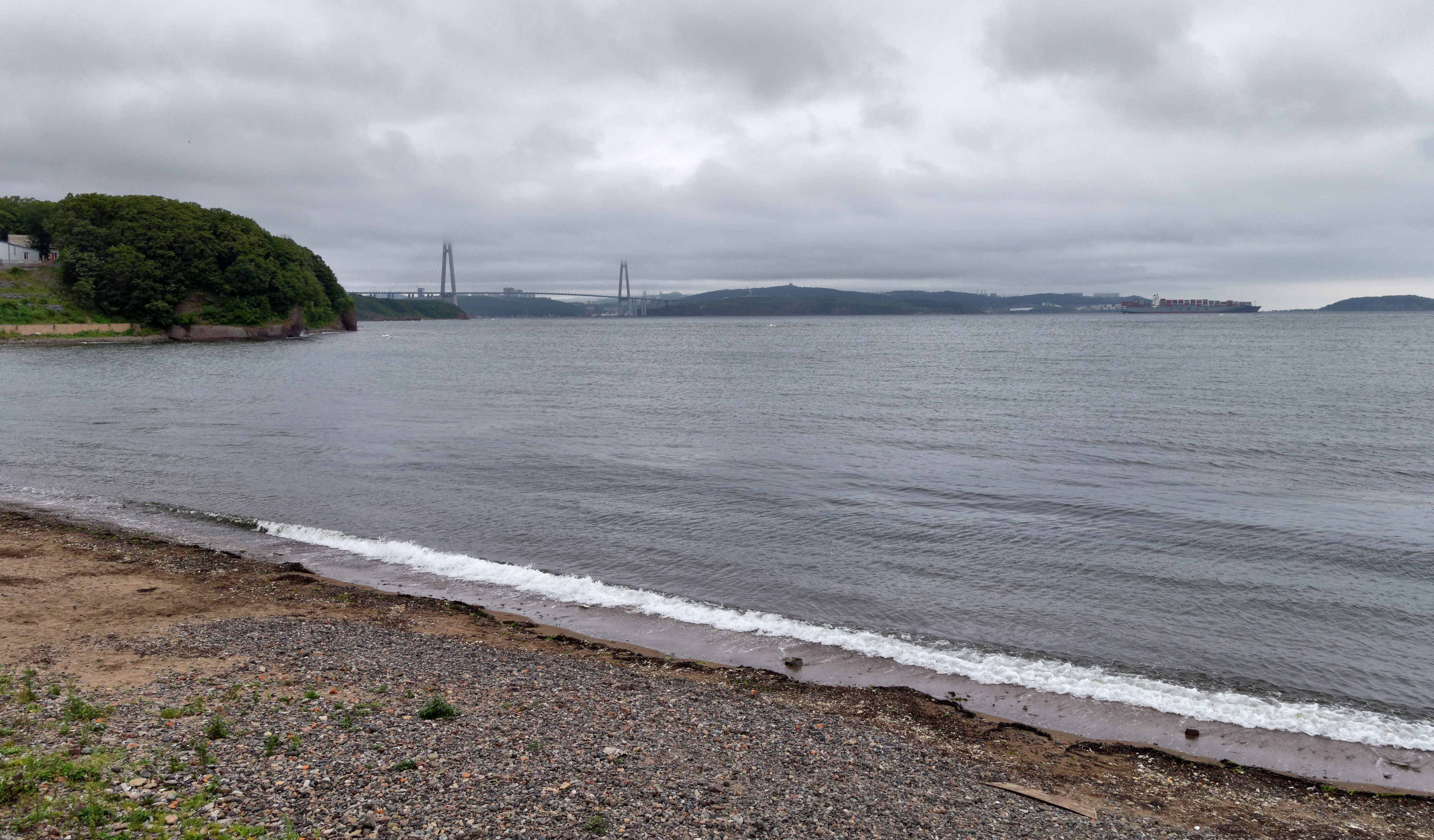
Бухта Аякс
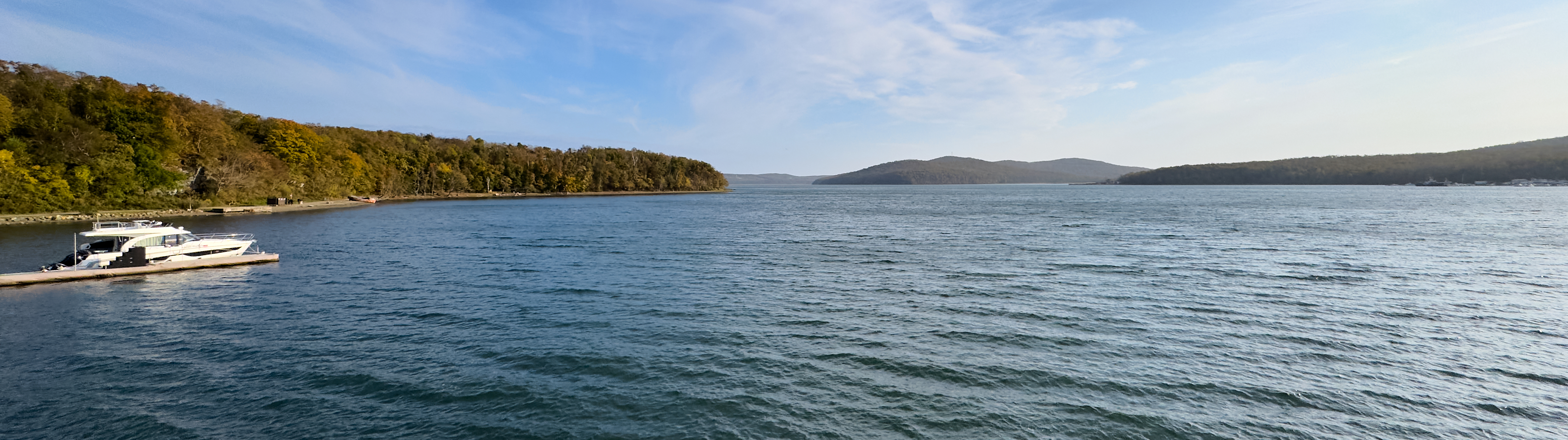
Бухта Новик
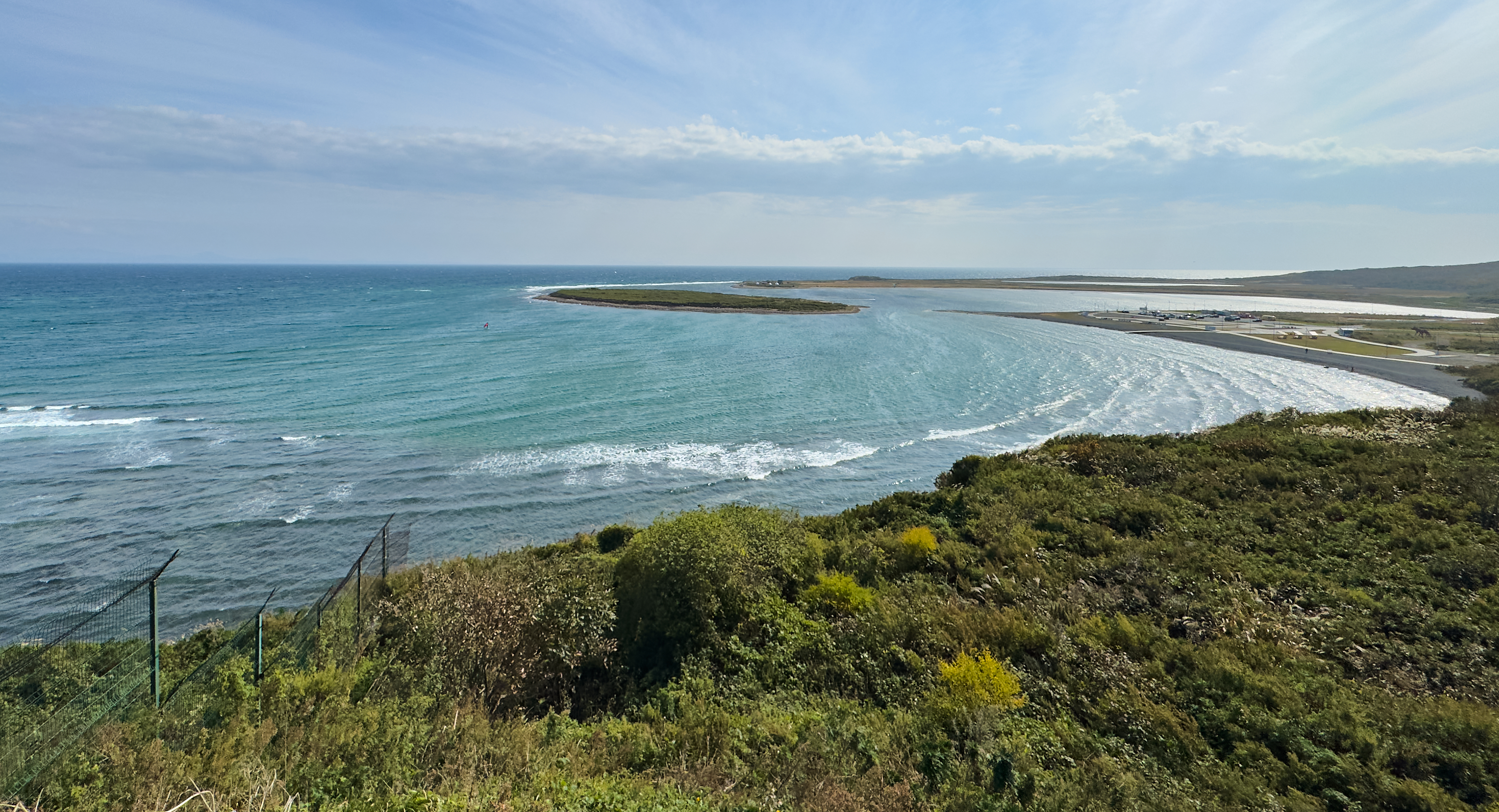
Бухта Ахлёстышева
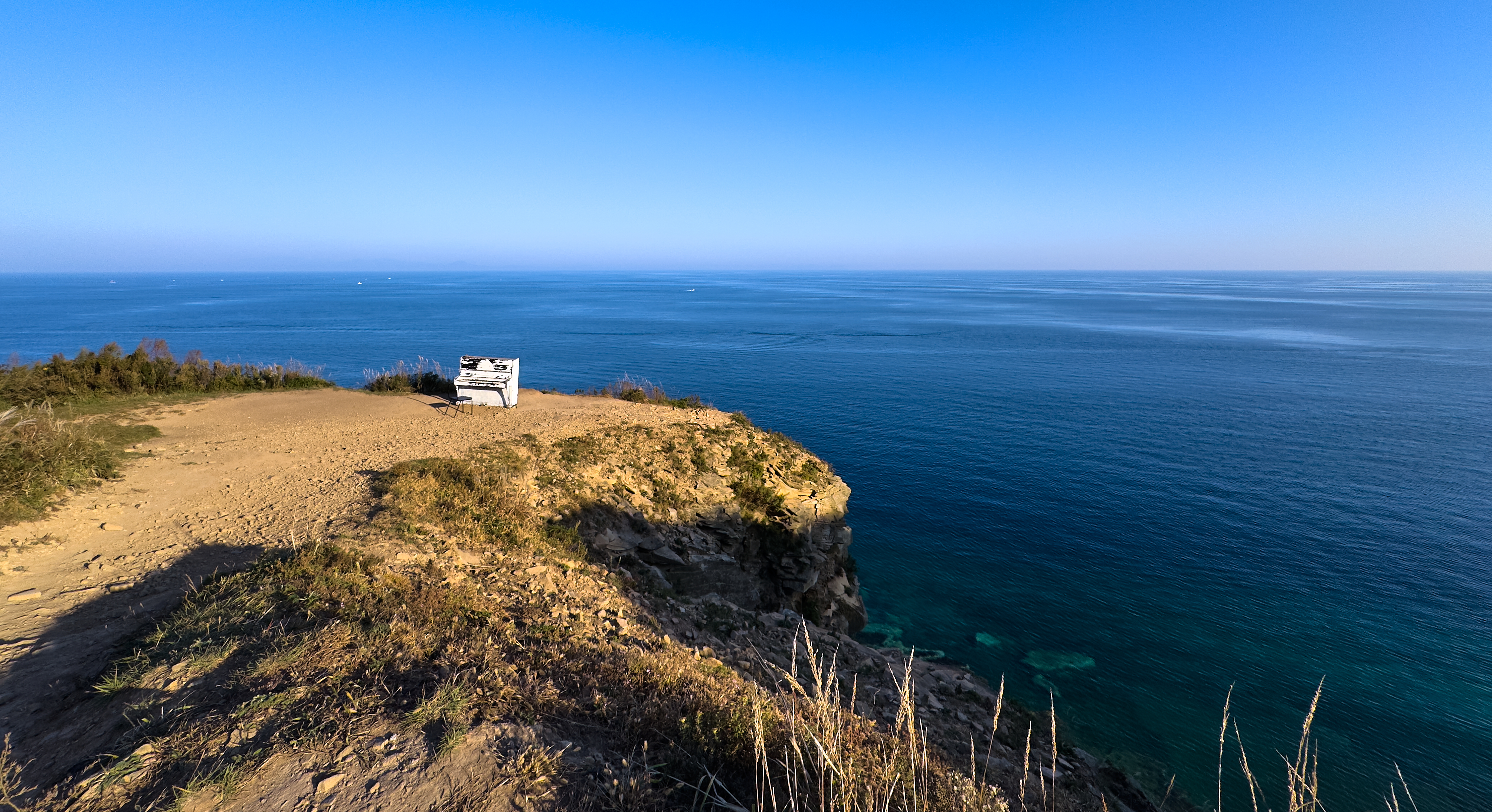
Вид на Уссурийский залив